# Thierry Manzi
Thierry Manzi (ur. 12 lipca 1996 w Kigali) – rwandyjski piłkarz grający na pozycji środkowego obrońcy. Od 2022 gra w klubie AS Kigali FC.

## Kariera klubowa
Swoją karierę piłkarską Manzi rozpoczął w klubie Isonga FC. W 2013 roku zadebiutował w nim w drugiej lidze rwandyjskiej. W 2014 roku przeszedł do pierwszoligowego Marines FC, a w 2015 do Rayon Sports FC. W sezonach 2016/2017 i 2018/2019 wywalczył z nim dwa mistrzostwa Rwandy, a w sezonie 2015/2016 został wicemistrzem kraju oraz zdobył Puchar Rwandy. W latach 2019–2021 był zawodnikiem APR FC, z którym w sezonach 2019/2020 i 2020/2021 zostawał mistrzem kraju.
W 2021 Manzi przeszedł do gruzińskiego klubu Dila Gori. Swój debiut w nim zaliczył 7 sierpnia 2021 w wygranym 3:1 wyjazdowym meczu z Samgurali Ckaltubo. W Dila Gori grał do końca 2021.
Na początku 2022 Manzi został zawodnikiem marokańskiego FAR Rabat. Zadebiutował w nim 24 lutego 2022 w przegranym 1:2 wyjazdowym meczu z Renaissance Berkane. Grał w nim przez pół roku.
Latem 2022 Manzi przeszedł do AS Kigali FC.

## Kariera reprezentacyjna
W reprezentacji Rwandy Manzi zadebiutował 28 maja 2016 roku w przegranym 0:2 towarzyskim meczu z Senegalem, rozegranym w Kigali.